# Cool S
La "Cool S", también conocida como la "Stussy S", "Super S", "S Puntiaguda", "S Graffiti","S Universal" y muchos otros nombres, es un signo atribuido al graffiti en la cultura popular que es típicamente dibujado en las libretas de estudiantes o grafiteado en paredes. Su origen exacto es desconocido, pero pudo haber sido originado de libros de geometría; apareció hacia los principios de la década de 1970 como parte de la cultura del graffiti. Contrariamente a la creencia popular, el símbolo no tiene conexión ninguna ni con la compañía de ropa estadounidense Stüssy, ni con Superman, aunque hubo una entrevista entre Stüssy y Jon Naar en 2010, un pionero en el fotografiado de grafitis, en las que en algunas de ellas aparece tal símbolo, allá en la década de 1970.

## Forma
La "Cool S" consta de 14 segmentos lineales que forman la silueta de una S estilizada y puntiaguda. También se ha comparado con el símbolo de infinito. Sus "colas"  parecen unirse por debajo de un primer plano, aparentando lucir un bucle. No tiene simetría reflectiva, sino una rotacional. Una técnica común para su trazado es el comenzar con un par de tres líneas paralelas verticales, una sobre la otra.

## Historia

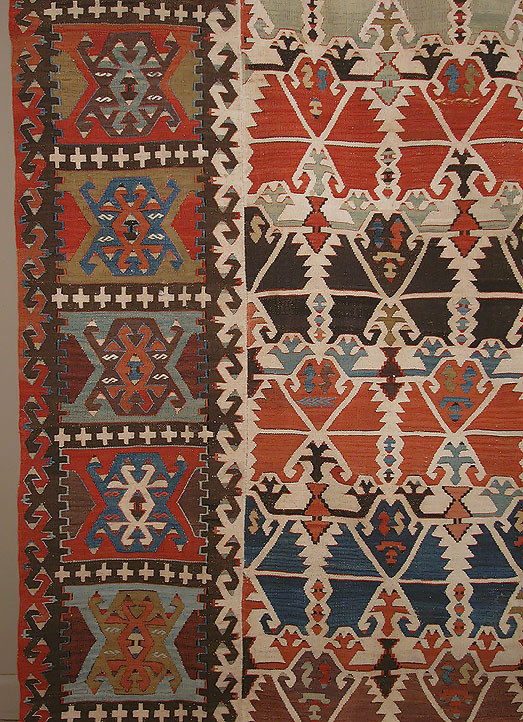
Detalle de un kilim de Anatolia del, donde se puede apreciar una figura similar a la S (en turco, Çengel).

Su origen es confuso. Una S similar ha derivado de los símbolos de un viejo culto solar dacio. Se llamaba "Carligul Ciobanului", significando "el gancho del pastor", y  representando algo perdido que iría a ser devuelto. En Letonia, el símbolo se llamaba Zalktis, y representaba una diosa serpiente. A veces, el uróboros, usado en gnosticismo y alquimia, se representaba en un doble bucle.
Durante la Edad Media, un símbolo sorprendentemente similar se volvió en un motivo para los kilim. Denominado çengel, se suponía que destruía el mal de ojo. Éste era dibujado como la Cool S, salvo que sus colas se unían por debajo horizontalmente, no diagonalmente. Es por esto que una se puede ver como detalle en el cuadro de Los embajadores, por Hans Holbein el Joven, aunque también se diga que represente a "Dios todopoderoso". Otra S muy parecida también aparece en el libro Mechanical Graphics, de 1890.
En la década de 1970, el fotógrafo Howard Gribble tomó varias fotografías de Los Ángeles, donde en algunas se aprecia un 8 en un estilo igual al de la Cool S. En uno de ellos, una S se puede ver muy difuminada grafiteada sobre un pavimento. Aunque se hubiese tomado en 1973, la S en sí se remontaría a la década de 1960, haciéndolo la evidencia fotográfica más temprana de tal símbolo. Ocasionalmente, éste se encuentra escondido en ciertas obras de Jean-Michel Basquiat, como en "Olive Oil" de 1982, que lo define como "Classic S of graff" ("La clásica S del graff[iti]").
El Youtuber Sueco, David Wångstedt, también conocido online como LEMMiNO, estudió el tema por 5 años e intentó encontrar el origen de la S, cuya investigación la concluyó como probabilidad en el dicho libro Mechanical Graphics, escrito por Frederick Newton Willson, profesor de la Universidad de Princeton, donde pudo haber enseñado a sus alumnos cómo dibujar una S geométricamente simétrica.